# Procycling
Procycling или ProCycling — специализированный журнал о шоссейном велоспорте, велосипедахах и езде на велосипеде, принадлежащий Future. 

## История
Эндрю Сатклифф, бывший редактор журналов Cycling Weekly издательства IPC Media и Cycle Trader, помог создать компанию под названием Cabal Communications, управляемую другими бывшими сотрудниками IPC. Cabal представила ежемесячный журнал Procycling в качестве конкурента ежемесячному изданию IPC Cycle Sport. Его первым редактором был Уильям Фотерингем, который также работал в штате IPC. Ему помогал, а затем сменил Джереми Уиттл, корреспондент The Times и автор «Плохой крови (англ. Bad Blood)». 
Первый номер вышел в Великобритании в апреле 1999 года, было выпущено 13 номеров в год, которые распространялись во всех странах, где есть англоязычные читатели.
В 2003 году Cabal была приобретена Highbury House. В 2005 году Future приобрела Procycling и несколько других журналов у Highbury House. В 2014 году Future продала свои спортивные и ремесленные издания компании Immediate Media. В 2019 году Future выкупила Procycling у Immediate Media.
С феврале 2004 года выходило немецкое издание журнала, редактором которого до марта 2013 года был Маркус Деген и сменивший его Крис Хауке. Издавался журнал компанией компанией Degen Mediahouse GmbH за исключением периода с января 2007 по март 2010 года когда временно издавался Verlagshaus Bruckmann.
Помимо отчётов о тестированиях и гонках, основное внимание уделялось тому, что происходит в профессиональном шоссейном велоспорте и командах. Присутствовали советы по тренировкам и питанию, а также обзоры рынка. Procycling описывал себя как «глянцевый и динамичный журнал... авторитетный всемирный голос международных профессиональных шоссейных гонок, распространяемый во всех странах, где есть англоязычные болельщики. Благодаря эксклюзивным функциям и захватывающим фотографиям Procycling воплощает в жизнь (оживляет) сложности, соперничество и трудности европейских профессиональных мест действий».
Редактором журнала был Эд Пикеринг. Большинство читателей составляли мужчины (90%) в возрасте около тридцати лет, мировой тираж журнала составил 54 000 экземпляров.
ProCycling прекратил издаваться в январе 2022 года. Редактором последнего номера была приглашенная профессиональная велогонщица Лиззи Дейнан.